# テキサス (装甲艦)
CSS テキサス （CSS Texas）は南北戦争中のアメリカ連合国海軍コロンビア級砲郭型装甲艦。艦名はテキサス州に由来する。戦争には間に合わず、1864年まで起工されず、北軍が鹵獲した時点では未だ艤装中であった。

## 艦歴
テキサスはバージニア州リッチモンドにおいて起工された。進水は1865年1月であった。ロバート・E・リーが1865年4月3日にリッチモンドを放棄した時点で、テキサスは未完成ではあったが無傷のままリッチモンド海軍工廠に残されていた。ほとんどの南軍艦艇は南軍撤退時に破壊されたが、テキサスは破壊されなかった2隻のうちの1隻であった。翌日にリッチモンドが占領されると、テネシーはアメリカ合衆国海軍に鹵獲されたが、ここでも就役することはなかった。その後ノーフォーク海軍工廠のドックにあり、1867年10月15日にオークションでコネチカット州ニューヘイブンのJ. N. Leonard & Co. に売却された。

## デザイン
テキサスの砲郭は、初期の南軍装甲艦に採用された長方形ではなく、おおむね八角形をしていた。建造中に物資不足のために砲郭長が短縮されている。砲郭には8箇所の砲門があったが、このうち6箇所は前後2門の旋回砲のためのものであった。
テキサスの武装に関する詳細は不明であるが、姉妹艦であるCSS テネシー2は4門の6.4インチブルック施条砲および2門の7インチブルック施条砲を備えており、また艦首には外装水雷が装備されていた。テネシー2の装甲は2インチ厚の鉄板3枚で構成されており、操舵室は傾斜した舷側装甲と一体化されていた。テネシー2の最高速度は5ノットで、乗員は133人とされている。しかしながら、テキサスが完成した場合、テネシー2とどの程度類似したかは不明である。
他の資料では、テキサスの予定速度は10ノットであり、資材の不足のためテネシー2とテキサスは最終的な詳細において、また両者の装甲、武装およびエンジンも異なっているとしている。また建造中にも、北軍との戦闘によって得られた経験を元に改良が行われている。

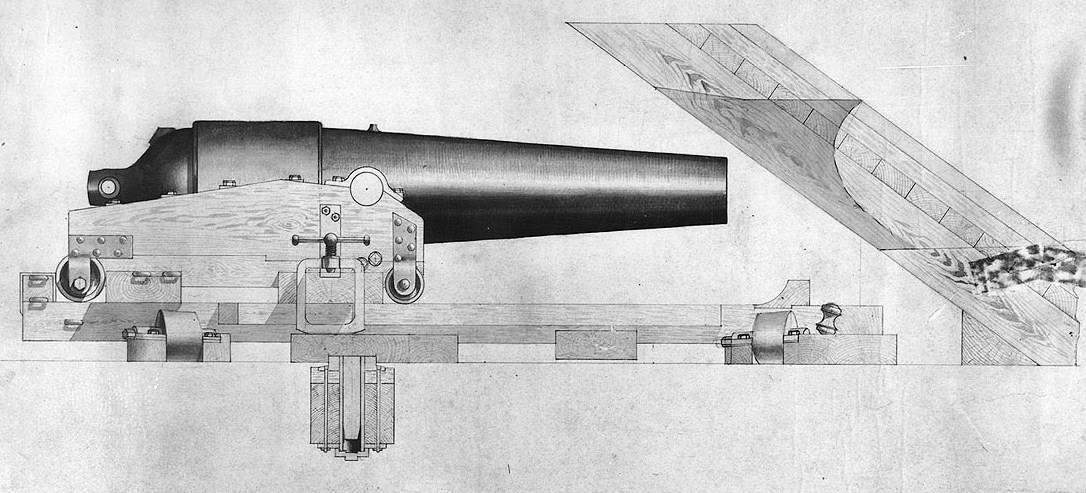
A plan of a gun and mounting intended for installation on the ironclad CSS Texas.

## 参考資料
- Canney, Donald L. (1993). The Old Steam Navy: The Ironclads, 1842–1885. 2. Annapolis, Maryland: Naval Institute Press. ISBN 0-87021-586-8
- Chesneau, Roger; Kolesnik, Eugene M., eds (1979). Conway's All the World's Fighting Ships 1860-1905. Greenwich, UK: Conway Maritime Press. ISBN 0-8317-0302-4
- Silverstone, Paul H. (2006). Civil War Navies 1855–1883. The U.S. Navy Warship Series. New York: Routledge. ISBN 0-415-97870-X
- Still, William N., Jr. (1985). Iron Afloat: The Story of the Confederate Armorclads (Reprint of the 1971 ed.). Columbia, South Carolina: University of South Carolina Press. ISBN 0-87249-454-3